# Gamer Grandma
Gamer Grandma（ゲーマーグランマ、1930年〈昭和5年〉2月18日 - ）は、日本の女性YouTuber、ゲーム実況者。ギネス世界記録保持者。

## 来歴
1930年（昭和5年）2月18日、東京府東京市浅草区（現・台東区）で生まれる。40代から82歳まで水泳を趣味としており、62歳のときに全日本マスターズ水泳短水路大会では2位を獲ったこともある。
51歳の時にTVゲームと出会い、子供がおもちゃ屋で遊んでいたカセットビジョンが面白そうだと思い、ゲームに触れるようになった。
1983年に発売されたファミコンで初めてプレイしたゲームは「F1レース」。その他、「ゼルダの伝説」や「ドラゴンクエスト」もよくプレイしていた。1980年代後半になると、PCエンジンでプレイするようになった。
1990年代に入ると、スーパーファミコンでプレイするようになり、その後もプレイステーションで「バイオハザード」や「ファイナルファンタジー」をプレイ。NINTENDO 64では「ゼルダの伝説 時のオカリナ」をやり込んだ。
また、家庭用ゲーム機だけにとどまらず、パソコンでもプレイするようになり、「The Elder Scrolls V: Skyrim」はまるで映画を見ているようで非常に驚いたという。他にも「バトルフィールド」を中心にFPSもプレイするようになった。
YouTubeへ動画投稿をする以前によくゲーム実況動画を視聴しており、「一人でプレイしているだけではもったいない」「自身も動画をアップすることでゲームの楽しさをより多くの人と共有できるのではないか」「もっと面白くなるのではないか」という思いから、2014年にYouTubeチャンネルを開設し、動画投稿を開始する。また、当初はおふざけで始めたと言う。
2020年時点でゲーム機としてファミコン、ディスクシステム、スーパーファミコン、PCエンジン、PCエンジンDuo-RX、プレイステーション、NINTENDO64、PS4、パソコンを所持している。
ゲームは1日に3、4時間までと決めている。

## 人物
- 2014年12月19日にYouTubeチャンネルを開設。同月21日より動画投稿を開始した[8][9]。
- 2019年7月22日、チャンネル登録者が5000人を突破したことを報告[10]。
- 2019年11月25日、『最高齢のゲーム動画投稿YouTuber』としてギネス世界記録に認定され、2020年3月30日に公式サイトで公開された[2]。その後、5月11日にギネスワールドレコーズジャパンのTwitter公式アカウントで言及され、広く知られることとなった[2][11][12][13]。

## 出演等
- Game*Spark[8][3]
- Kotaku[8][14]
- 読売新聞[8]
- The Japan News[8]
- CNN[8][15]
- ニューズウィーク[8][16]
- TBS 「ビビット」（2019年9月26日放送）[8][1][17]
- テレビ朝日「ひかくてきファンです!」（2020年5月21日放送）[8][18]
- テレビ朝日「ReAL eSports News」（2020年6月8日放送）[8][19]
- フジテレビ「ノンストップ!」（2020年5月19日放送）[8][6]
- Ruptly TV（ドイツ）[8]
- RT（ロシア）[8]
- BuzzFeed Japan[8][7]
- AFP通信（フランス）[20]、バロンズ（アメリカ）、ガーディアン（イギリス）、The National（アラブ首長国連邦アブダビ）、South China Morning Post（Hong Kong）、AD.nl(オランダ)、RP ONLINE（ドイツ）、タイペイ・タイムズ（台湾）、Deutschland Today（ドイツ）、The Express Tribune（Pakistan）、Gulf News（アラブ首長国連邦ドバイ）、 El Comercio（ペルー）、 L'Orient-Le Jour（レバノン）、Bangkokpost（タイ）、News.az(アゼルバイジャン）、sozcu.com（トルコ）、Hindustantimes.com（インド）、KSL NewsRadio（アメリカ）、 Indian Express（インド）など[8]
- タイムズ（イギリス）[8]
- parismatch.com（フランス）[8][21]
- マガジンハウス『an・an』[8][22]
- 週刊ポスト[8][23]
- ちいき新聞[8][24]
- RKBラジオ 「世直し堂」[8]
- tayorini[25]